# SP-304
A SP-304 é uma rodovia radial do estado de São Paulo, administrada pelo Departamento de Estradas de Rodagem do Estado de São Paulo (DER-SP) e pelas concessionárias Eixo SP e ViaPaulista.

## Descrição
| Km  | Município             | Divisão Regional DER          |
| 120 | Americana             | Rio Claro - DR 13             |
| 131 | Santa Bárbara d'Oeste | Rio Claro - DR 13             |
| 146 | Piracicaba            | Rio Claro - DR 13             |
| 182 | São Pedro             | Rio Claro - DR 13             |
| 191 | Águas de São Pedro    | Rio Claro - DR 13             |
| 194 | São Pedro             | Rio Claro - DR 13             |
| 215 | Santa Maria da Serra  | Rio Claro - DR 13             |
| 236 | Torrinha              | Rio Claro - DR 13             |
| 256 | Dois Córregos         | Bauru - DR 03                 |
| 271 | Mineiros do Tietê     | Bauru - DR 03                 |
| 281 | Jaú                   | Bauru - DR 03                 |
| 316 | Bariri                | Bauru - DR 03                 |
| 338 | Itaju                 | Bauru - DR 03                 |
| 352 | Ibitinga              | Araraquara - DR 04            |
| 384 | Borborema             | Araraquara - DR 04            |
| 406 | Novo Horizonte        | São José do Rio Preto - DR 09 |
| 438 | Irapuã                | São José do Rio Preto - DR 09 |
| 442 | Sales                 | São José do Rio Preto - DR 09 |
| 459 | Mendonça              | São José do Rio Preto - DR 09 |
| 474 | José Bonifácio        | São José do Rio Preto - DR 09 |

## Características

### Extensão
- Km Inicial: 120,850
- Km Final: 481,530

## Denominações
Recebe as seguintes denominações em seu trajeto:
Rodovia Luiz de Queiroz
- De - até:	Rodovia Anhanguera (Americana) - Piracicaba
- Legislação:LEI 2.232 DE 20/02/79

A Rodovia Luiz de Queiroz é um trecho da SP-304 que faz a ligação entre a Rodovia Anhanguera, no município de Americana, até o município de Piracicaba, passando por Santa Bárbara d'Oeste, onde cruza com a Rodovia dos Bandeirantes. Compreende um trecho duplicado de aproximadamente 45 km, contando com duas faixas de rolamento em cada sentido em toda sua extensão.
Recebeu o nome em homenagem a Luis Vicente de Sousa Queirós, que foi um proprietário de terras, agrônomo e empresário brasileiro, mais conhecido por ser o idealizador da Escola Superior de Agricultura Luiz de Queiroz (ESALQ) no município de Piracicaba.

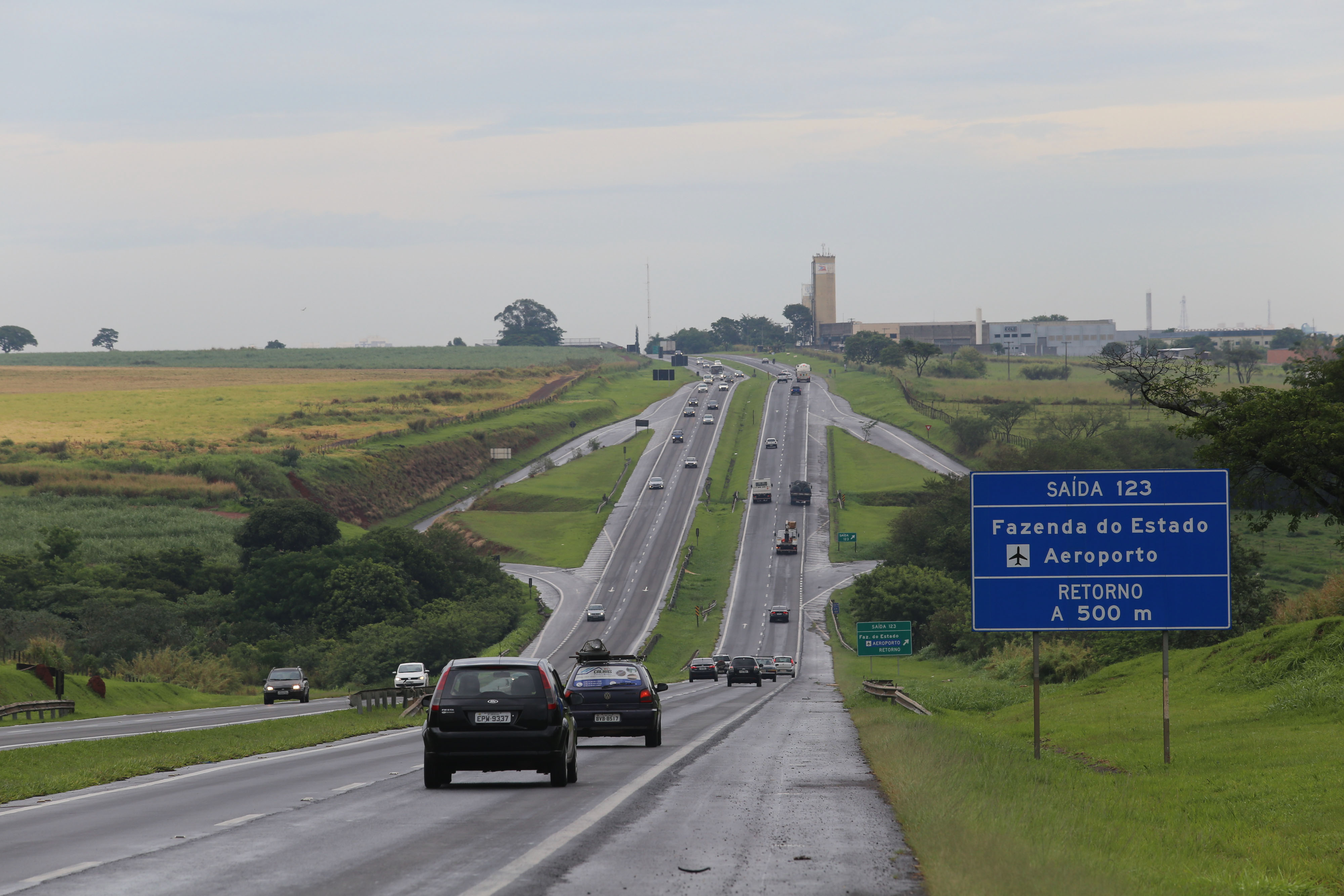
Trecho em Americana
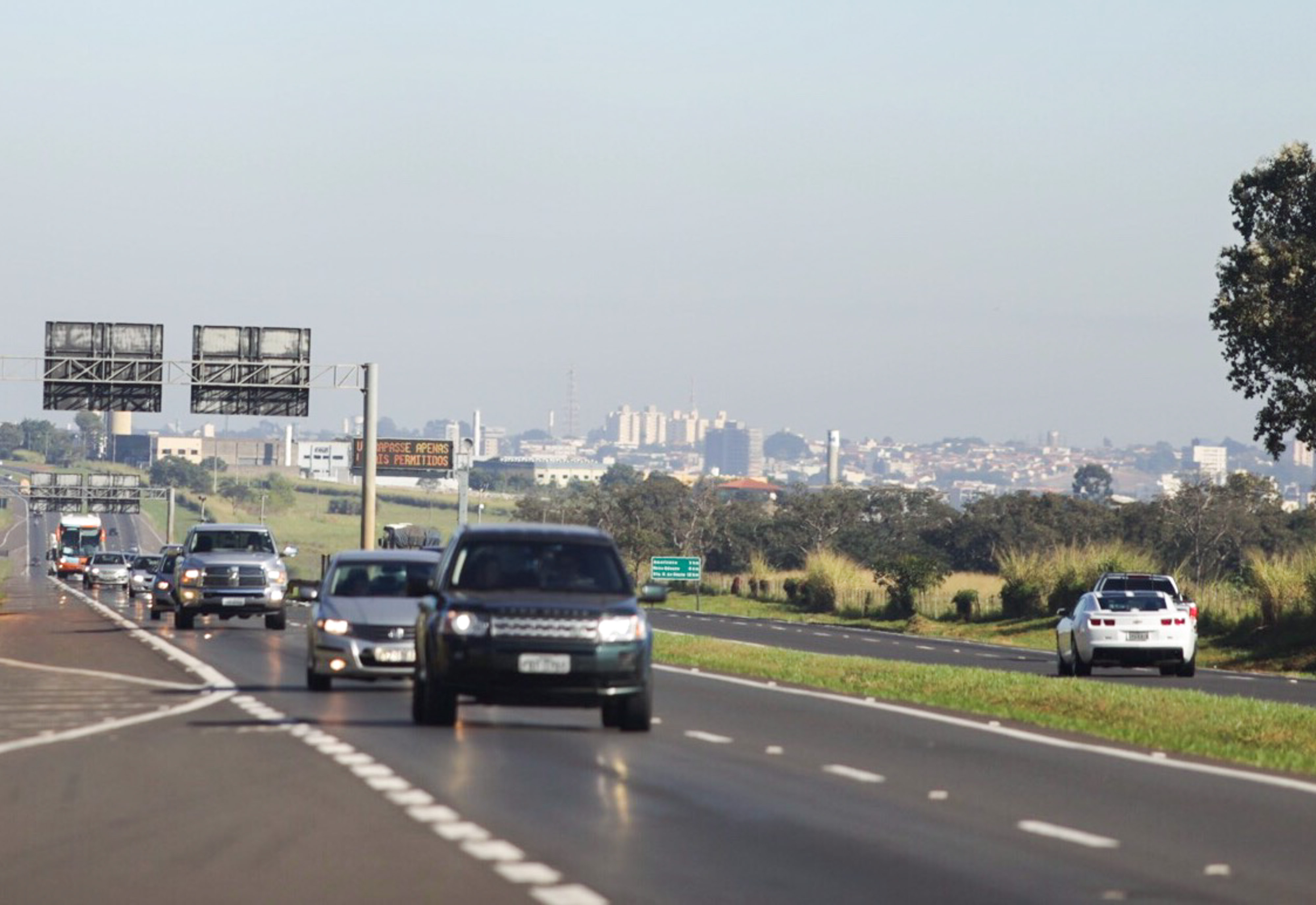
Trecho em Americana
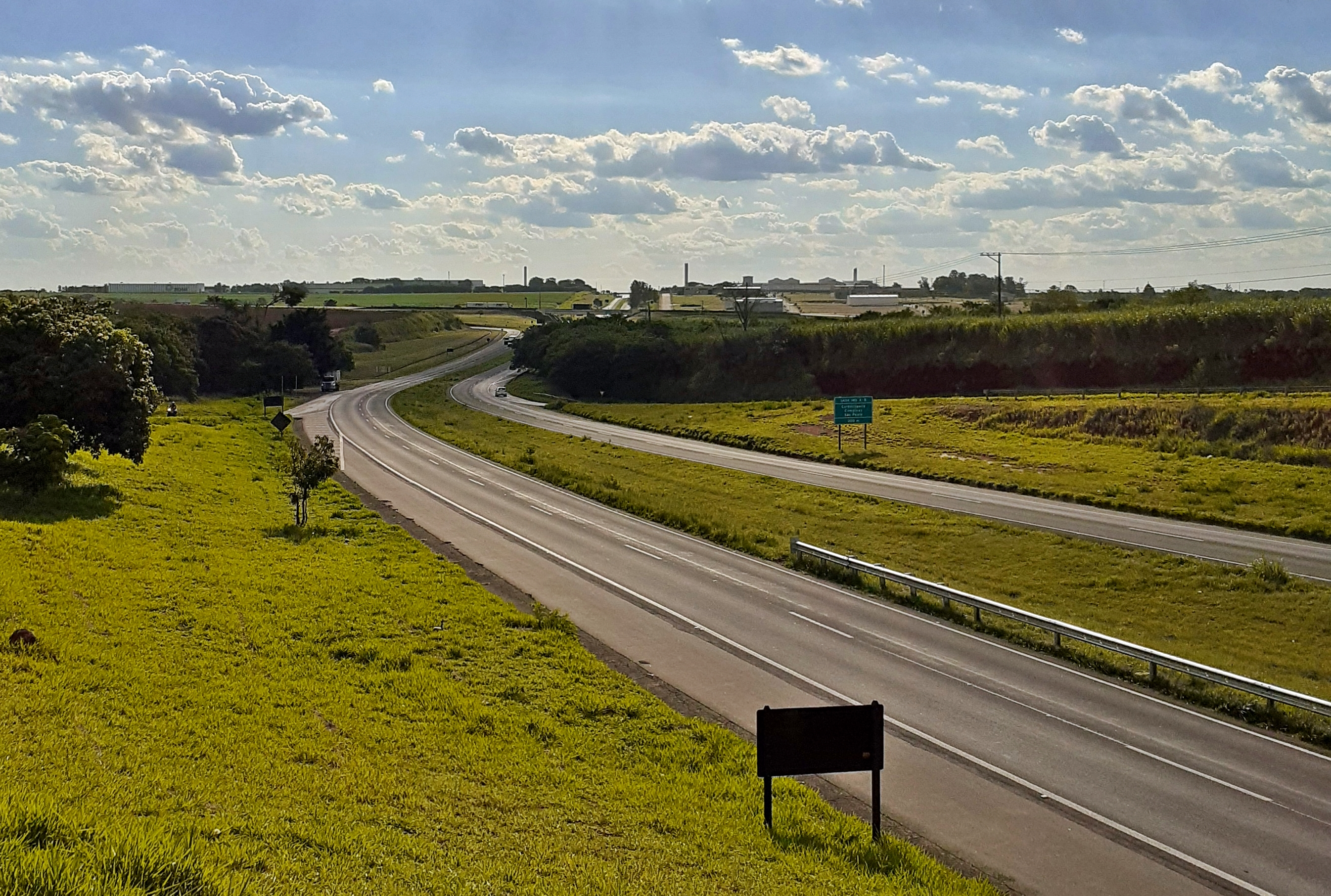
Trecho em Santa Bárbara d'Oeste

Rodovia Geraldo de Barros
- De - até:	Piracicaba - Santa Maria da Serra
- Legislação:LEI S/N DE 14/05/71

Rodovia sem denominação
- De - até:	Santa Maria da Serra - Torrinha

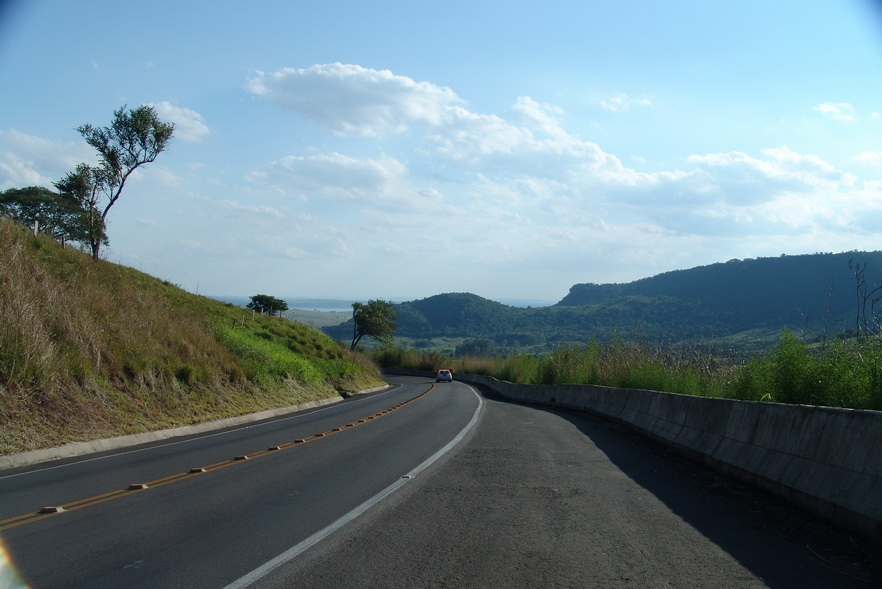
Trecho de serra entre Santa Maria da Serra e Torrinha
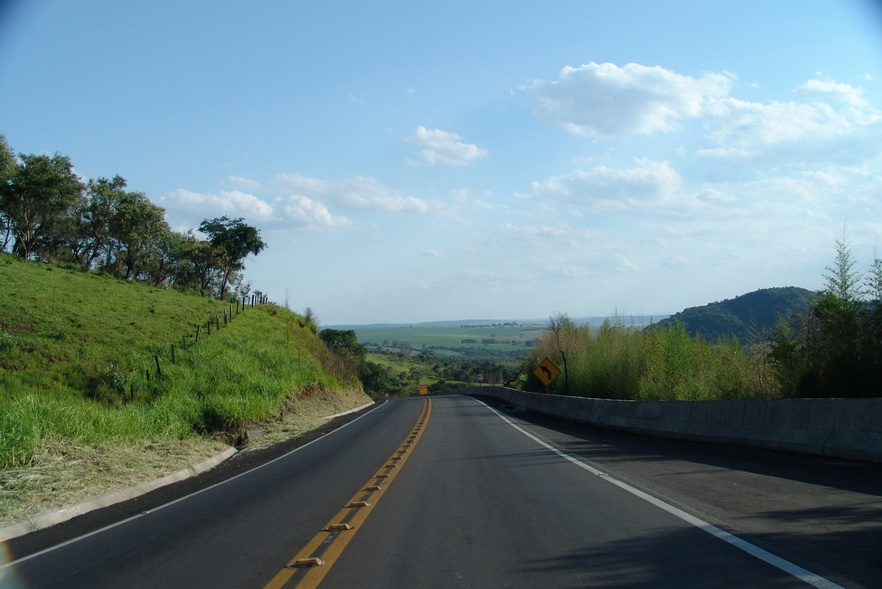
Trecho de serra entre Santa Maria da Serra e Torrinha
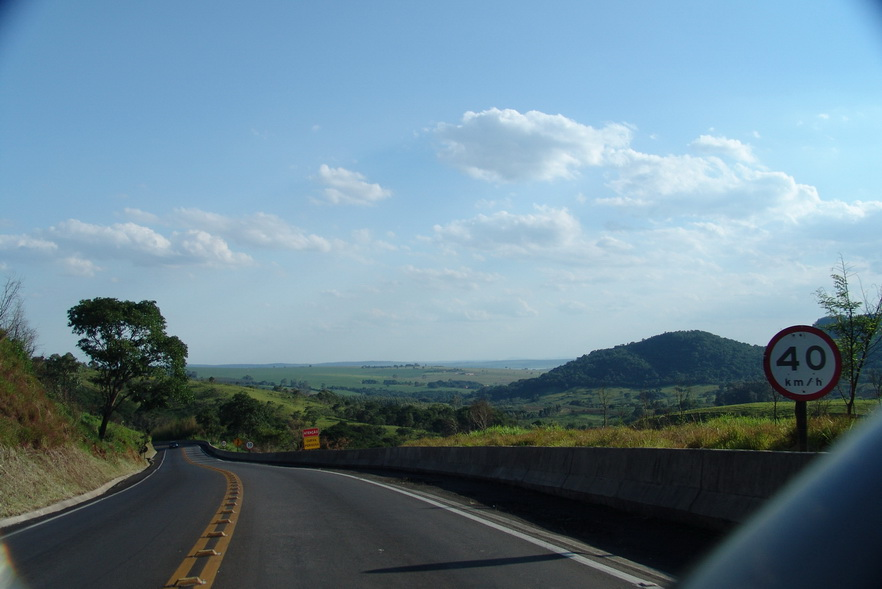
Trecho de serra entre Santa Maria da Serra e Torrinha

Rodovia Deputado Amauri Barroso de Souza
- De - até:	Torrinha - Jaú (km 293,91)
- Legislação:LEI 4.333 DE 11/04/85

Rodovia Antônio Prado Galvão de Barros
- De - até:	Do km 293,91 ao km 302,65 (Contorno de Jaú)
- Legislação:LEI 10.290 DE 07/04/99

Rodovia Deputado Leônidas Pacheco Ferreira
- De - até:	Jau - Bariri - Ibitinga - Borborema - Novo Horizonte
- Legislação:LEI 2.799 DE 15/04/81

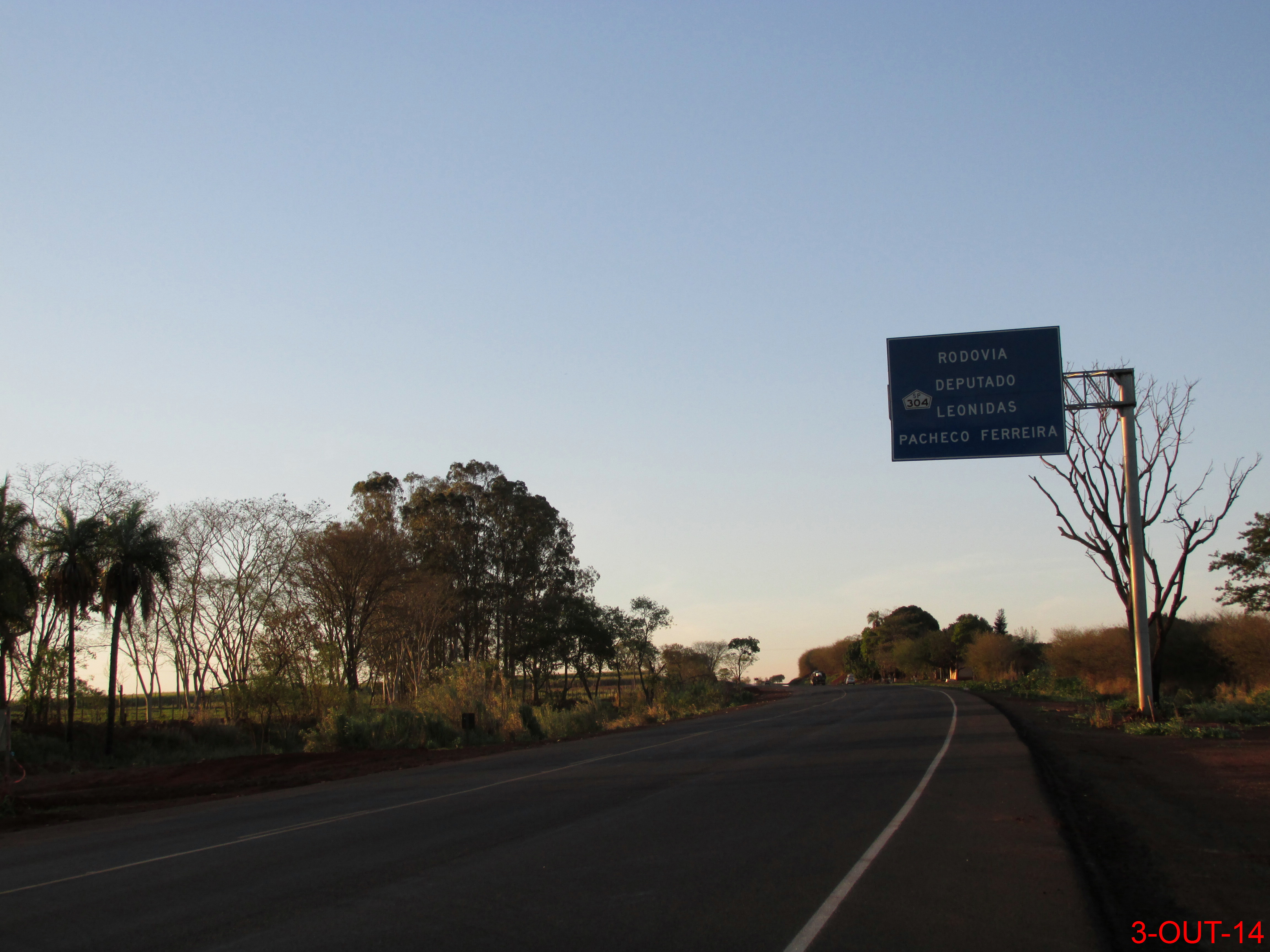
Trecho em Itaju
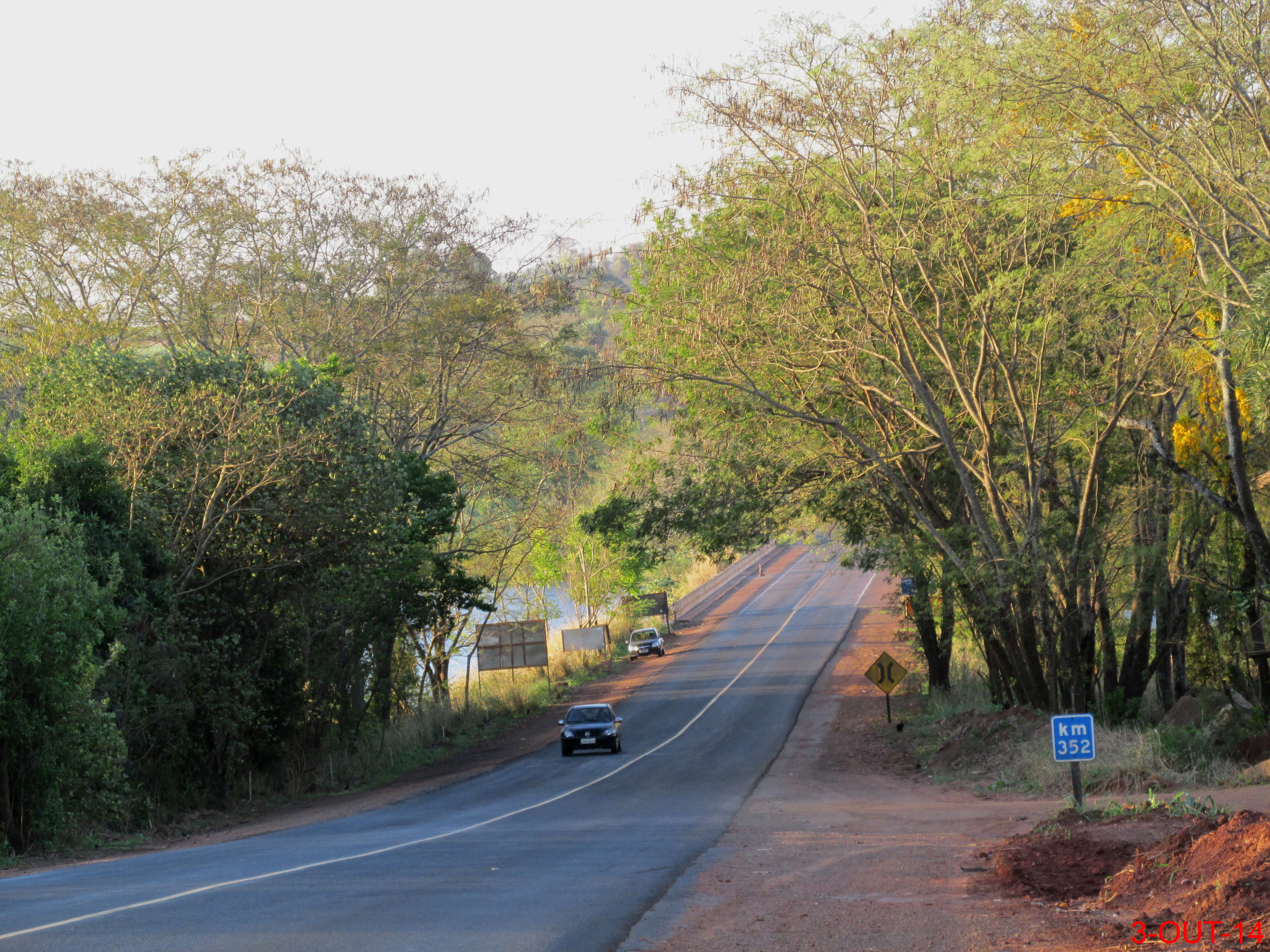
Trecho em Itaju
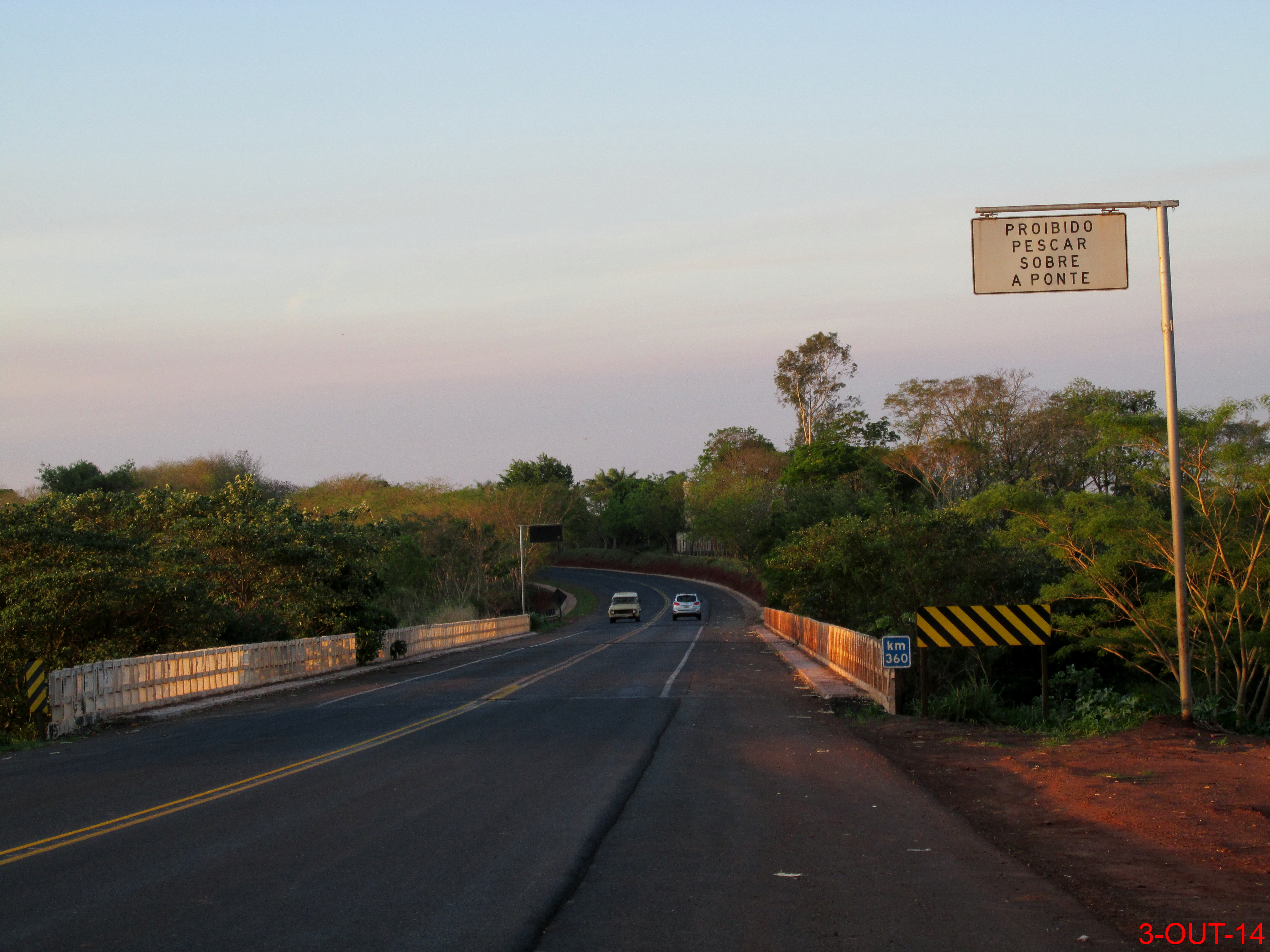
Trecho em Ibitinga
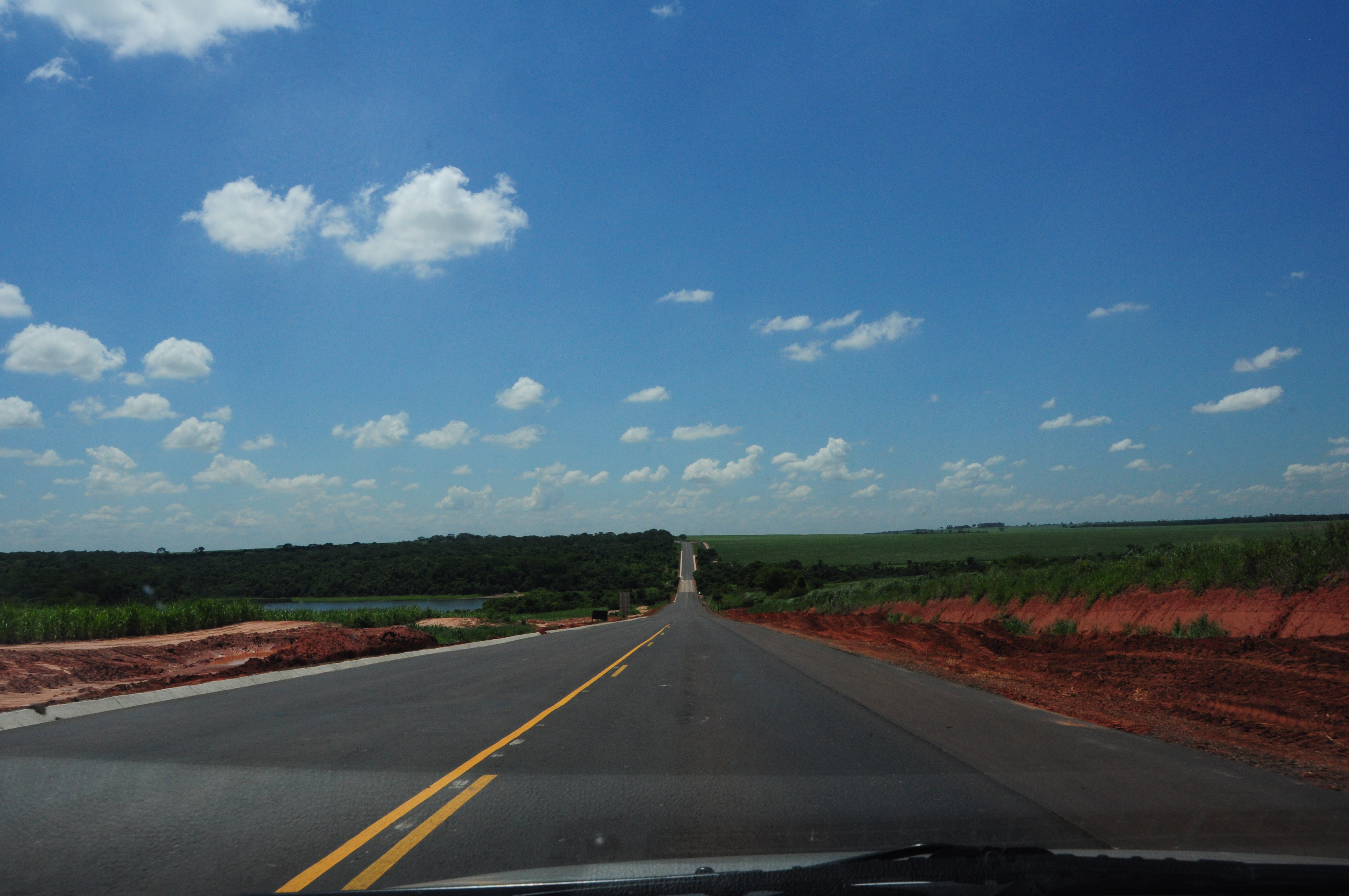
Trecho em Novo Horizonte

Rodovia Jornalista José Willibaldo de Freitas
- De - até:	Novo Horizonte - Sales
- Legislação:LEI 5.281 DE 04/09/86

Rodovia Cássio Primiano
- De - até:	da SP-379 (Sales) - BR-153 (José Bonifácio)
- Legislação:LEI 9.439 DE 26/11/96